# تومي ماكدونالد
تومي ماكدونالد (بالإنجليزية: Tommy McDonald) هو لاعب كرة قدم أمريكية أمريكي، ولد في 26 يوليو 1934 في روي في الولايات المتحدة، وتوفي في 24 سبتمبر 2018.

## وصلات خارجية
- تومي ماكدونالد على موقع مرجع كرة القدم المحترفة.كوم (الإنجليزية)
- تومي ماكدونالد على موقع قاعة نيو مكسيكو للمشاهير الرياضية (الإنجليزية)
- تومي ماكدونالد على موقع إن إن دي بي (الإنجليزية)